# Josh Navidi
Josh Navidi (n. 30 de diciembre de 1990, Bridgend, Gales del Sur) es un jugador de rugby galés.

## Biografía
Joshua Navidi nació el 30 de diciembre de 1990, en la autoridad unitaria de Bridgend, en Gales del Sur, donde posteriormente asistiría al Brynteg Comprehensive School. A la edad de 16 años, Navidi se mudó a Nueva Zelanda a estudiar contabilidad y educación física en el St. Bede's College, en Christchurch. Tiene ascendencia Iraní.

## Palmarés y distinciones notables
- Copa Desafío Europeo de Rugby 2017-18
- Torneo de las Seis Naciones 2019.